# André Almeida (futbolista nacido en 2000)
Domingos André Ribeiro Almeida (Guimarães, Braga, Portugal, 30 de mayo de 2000), más conocido como André Almeida, es un futbolista portugués que juega en la demarcación de centrocampista para el Valencia C. F. de la Primera División de España.

## Trayectoria
Tras formarse en las filas inferiores del Vitória de Guimarães y posteriormente en el filial, finalmente debutó en la Primeira Liga con el primer equipo el 18 de agosto de 2019 en un encuentro de contra el Boavista F. C. Previamente debutó con el primer equipo en la Copa de la Liga de Portugal. El 25 de agosto de 2022, Almeida fue traspasado al Valencia C. F. en un acuerdo de seis años.

## Estadísticas

### Clubes
Actualizado al último partido disputado el 14 de enero de 2025.
| Club                            | Div.          | Temporada     | Liga  | Liga  | Liga   | Copas nacionales | Copas nacionales | Copas nacionales | Copas internacionales | Copas internacionales | Copas internacionales | Total | Total | Total  |
| Club                            | Div.          | Temporada     | Part. | Goles | Asist. | Part.            | Goles            | Asist.           | Part.                 | Goles                 | Asist.                | Part. | Goles | Asist. |
| ------------------------------- | ------------- | ------------- | ----- | ----- | ------ | ---------------- | ---------------- | ---------------- | --------------------- | --------------------- | --------------------- | ----- | ----- | ------ |
| Vitória de Guimarães B Portugal | 2.ª           | 2016-17       | 4     | 0     | 0      | —                | —                | —                | —                     | —                     | —                     | 4     | 0     | 0      |
| Vitória de Guimarães B Portugal | 2.ª           | 2018-19       | 19    | 0     | 0      | —                | —                | —                | —                     | —                     | —                     | 19    | 0     | 0      |
| Vitória de Guimarães B Portugal | Total club    | Total club    | 23    | 0     | 0      | 0                | 0                | 0                | 0                     | 0                     | 0                     | 23    | 0     | 0      |
| Vitória de Guimarães Portugal   | 1.ª           | 2019-20       | 8     | 1     | 0      | 2                | 0                | 0                | 4                     | 0                     | 0                     | 14    | 1     | 0      |
| Vitória de Guimarães Portugal   | 1.ª           | 2020-21       | 30    | 2     | 0      | 3                | 0                | 0                | —                     | —                     | —                     | 33    | 2     | 0      |
| Vitória de Guimarães Portugal   | 1.ª           | 2021-22       | 31    | 0     | 0      | 5                | 0                | 0                | —                     | —                     | —                     | 36    | 0     | 0      |
| Vitória de Guimarães Portugal   | 1.ª           | 2022-23       | 3     | 0     | 2      | 0                | 0                | 0                | 3                     | 0                     | 0                     | 6     | 0     | 2      |
| Vitória de Guimarães Portugal   | Total club    | Total club    | 72    | 3     | 2      | 10               | 0                | 0                | 7                     | 0                     | 0                     | 89    | 3     | 2      |
| Valencia C. F. · España         | 1.ª           | 2022-23       | 34    | 2     | 4      | 4                | 0                | 1                | —                     | —                     | —                     | 38    | 2     | 5      |
| Valencia C. F. · España         | 1.ª           | 2023-24       | 18    | 2     | 1      | 0                | 0                | 0                | ―                     | ―                     | ―                     | 18    | 2     | 1      |
| Valencia C. F. · España         | 1.ª           | 2024-25       | 16    | 0     | 0      | 4                | 0                | 0                | ―                     | ―                     | ―                     | 20    | 0     | 0      |
| Valencia C. F. · España         | Total club    | Total club    | 68    | 4     | 5      | 8                | 0                | 1                | 0                     | 0                     | 0                     | 76    | 4     | 6      |
| Total carrera                   | Total carrera | Total carrera | 163   | 7     | 7      | 18               | 0                | 1                | 7                     | 0                     | 0                     | 188   | 7     | 8      |